# Saint-Andéol-de-Berg

Saint-Andéol-de-Berg este o comună în departamentul Ardèche din sud-estul Franței. În 1 ianuarie 2022 avea o populație de 130 de locuitori.